# Lokinhamradalur
Lokinhamradalur är en dal i republiken Island. Den ligger i regionen Västfjordarna, i den västra delen av landet.
Dalen blev känd 1999 genom dokumentärfilmen Islands letzter Einsiedler – Der Schäfer von Lokinhamrar av Sigurður Grímsson och Angelika Andrees med Volker Lechtenbrink som speakerröst. Filmen visar den siste invånarens enkla liv. Han bodde utan elektriskt ljus och rinnande vatten. På sommaren hjälpte unga människor honom med jordbruket. I slutet av filmen lämnar Nonni (Sigurjón Jónasson) sin gård inför vintern.